# San Ramón, Jaral del Progreso
San Ramón är en ort i Mexiko.   Den ligger i kommunen Jaral del Progreso och delstaten Guanajuato, i den centrala delen av landet, 230 km nordväst om huvudstaden Mexico City. San Ramón ligger 1 721 meter över havet och antalet invånare är 148.
Terrängen runt San Ramón är huvudsakligen platt, men söderut är den kuperad. Runt San Ramón är det ganska tätbefolkat, med 111 invånare per kvadratkilometer. Närmaste större samhälle är Salamanca, 19,8 km nordväst om San Ramón. Trakten runt San Ramón består till största delen av jordbruksmark.